# Стереум
Стереум (Stereum) — рід грибів родини Стереумові (Stereaceae). Назва вперше опублікована 1794 року.

## Види
Плодові тела стереума красніючого (Stereum sanguinolentum) зустрічаються нерідко в тайгових лісах на повалених стовбурах сосни і ялини. Вони буро-сірі, шкірясті, майже розпростерті, тільки де-не-де з невеликими відігнутими шапинками. Але у вологу погоду при легкому дотику сіра поверхня гіменія стає в місцях, де його торкнулися, кровяно-червоною. Це характерно лише для роду стереум: тонка оболонка верхівки цистидіол розтріскується при дотику і їх жовтий вміст виділяється на поверхню гимен.
Гриб є сапробіонтом, але тим не менш шкідливим. Гриб викликає повільне, але все ж помітне гниття деревини. Гнила деревина набуває спочатку бурий або червонуватий відтінок, а потім біліє. Через кілька років гниль поширюється на глибину до 5 см.
Плодові тіла стереума жорстковолосистого (Stereum hirsutum) з'являються у великій кількості на заготовлених з листяних порід дровах, які залишилися в лісі або на складі. Це численні, нерідко черепицеподібно розташовані, тонкі, напівкруглі шапинки, зверху волохаті, зональні, сірі, а знизу охряно-жовті, іноді з сірим нальотом. Деревина спочатку жовтіє, потім біліє. Гниття відбувається досить швидко, особливо при підвищеній вологості повітря.

## Галерея

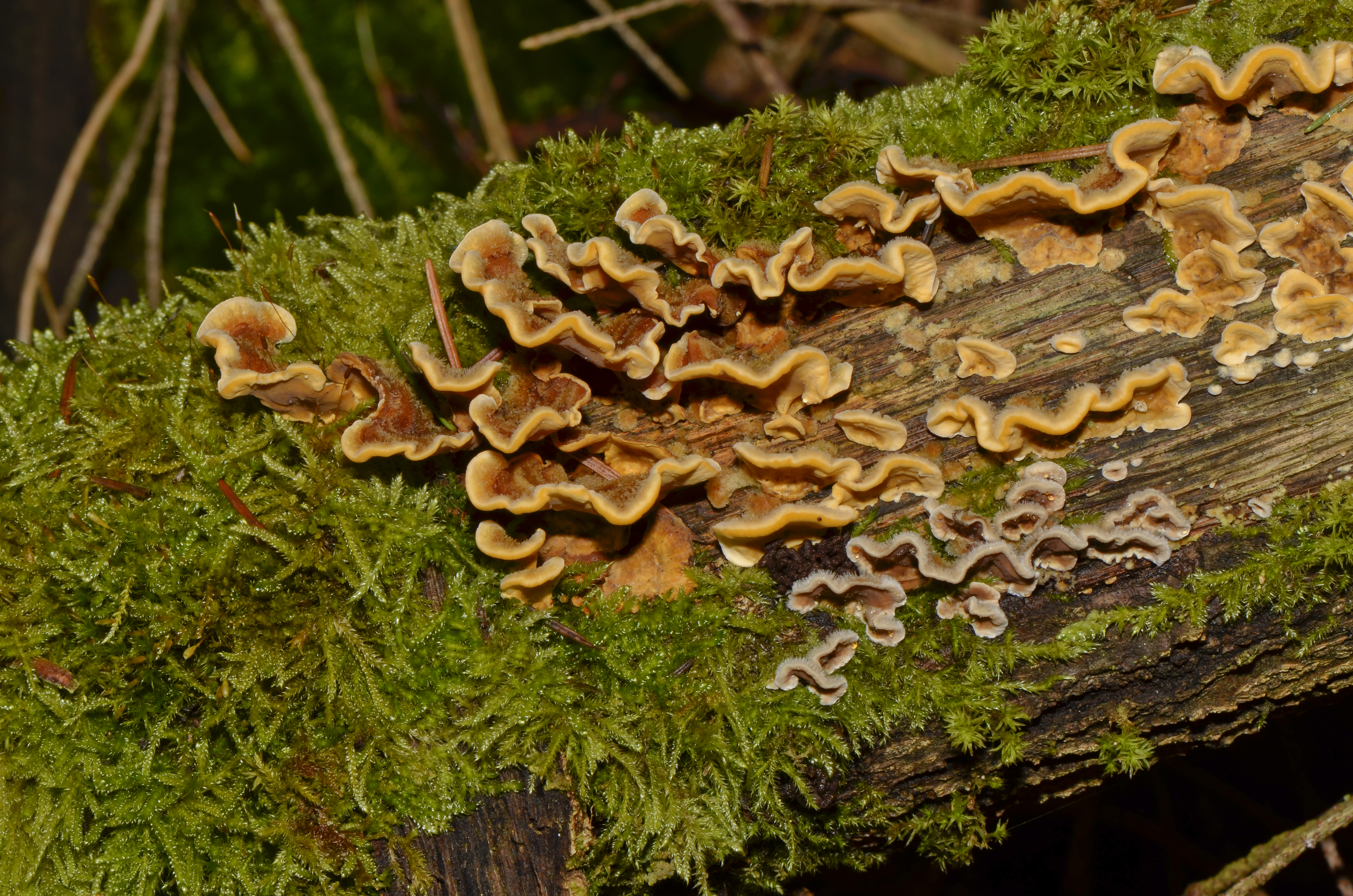
Stereum hirsutum
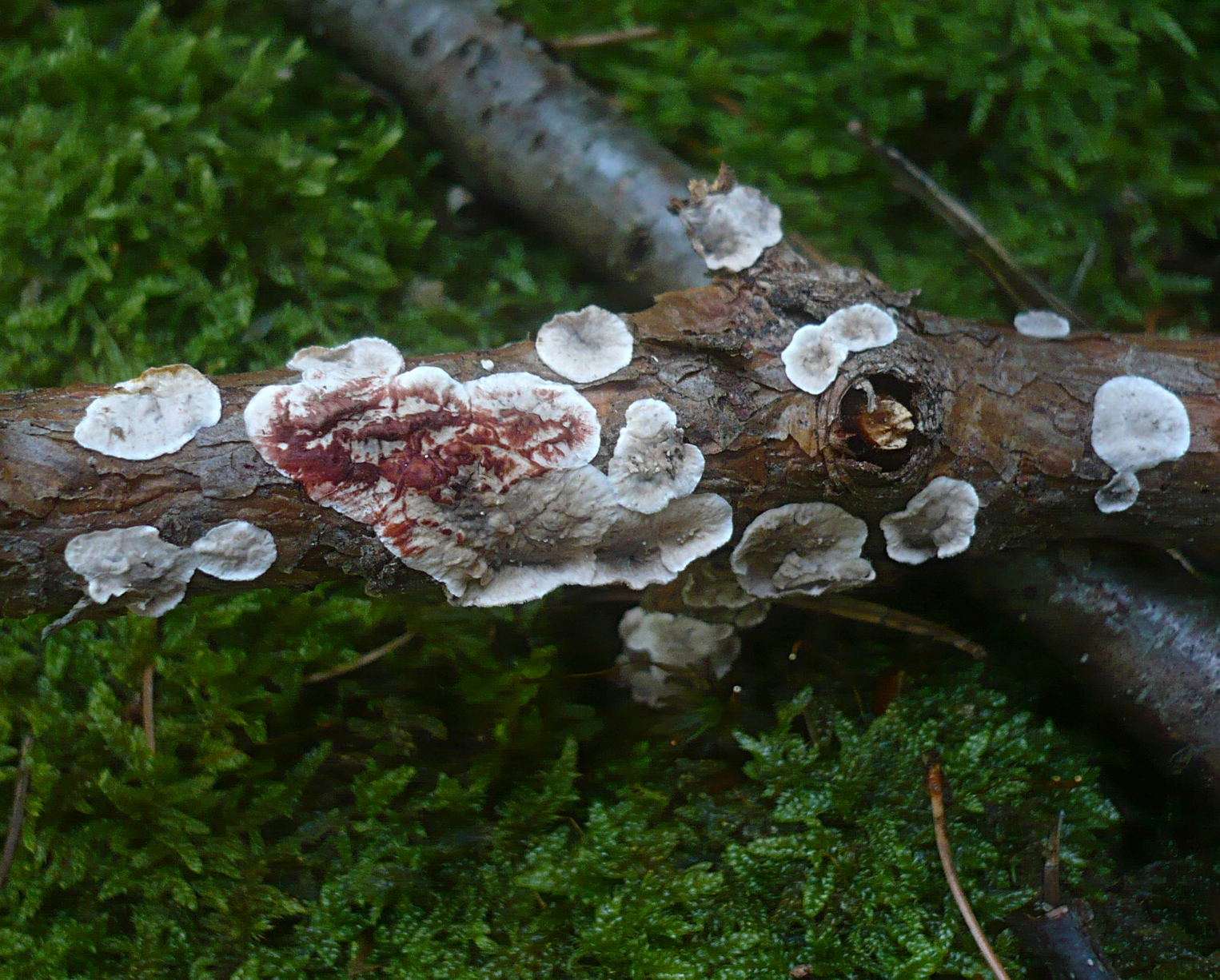
Stereum sanguinolentum
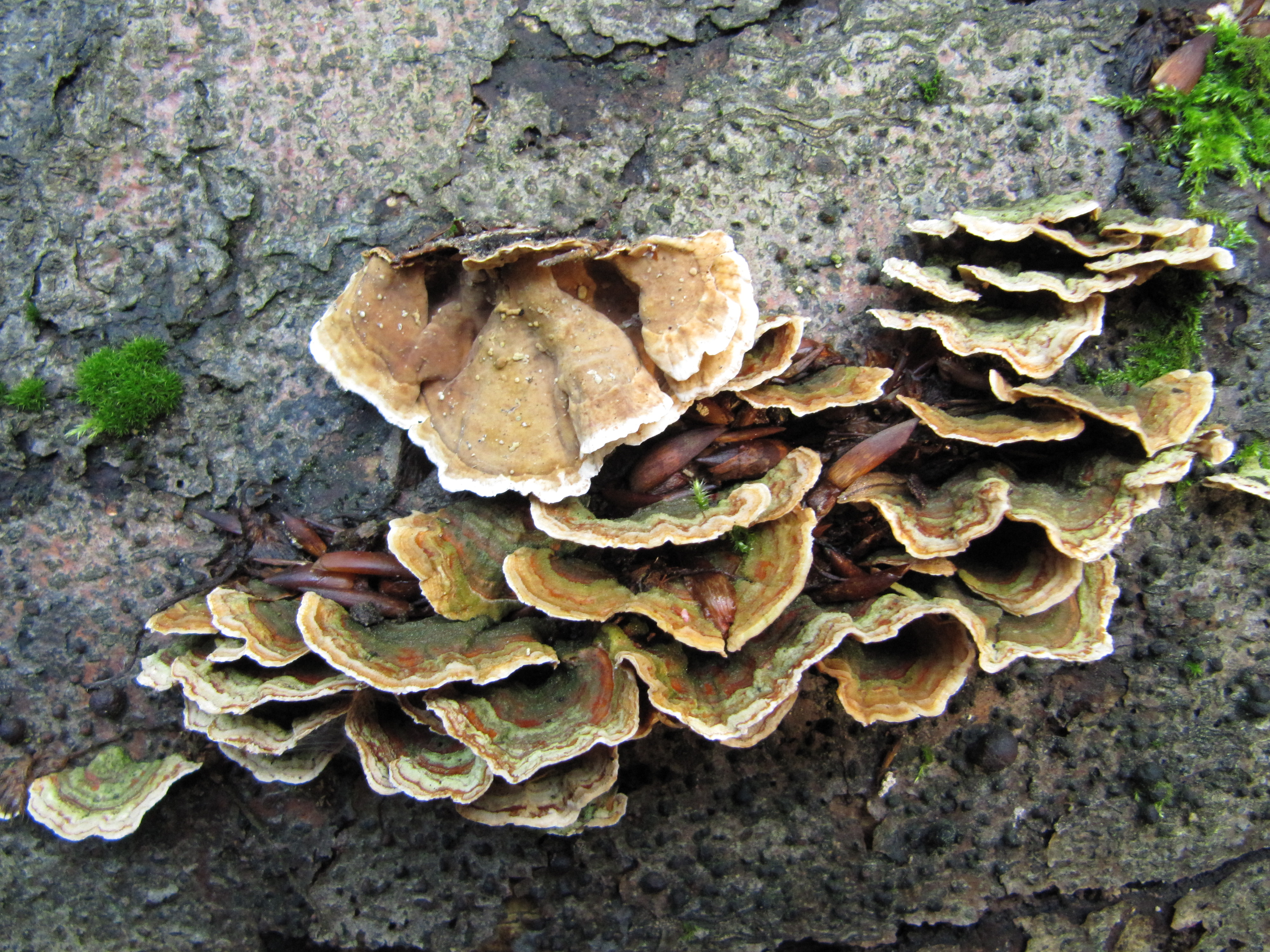
Stereum subtomentosum
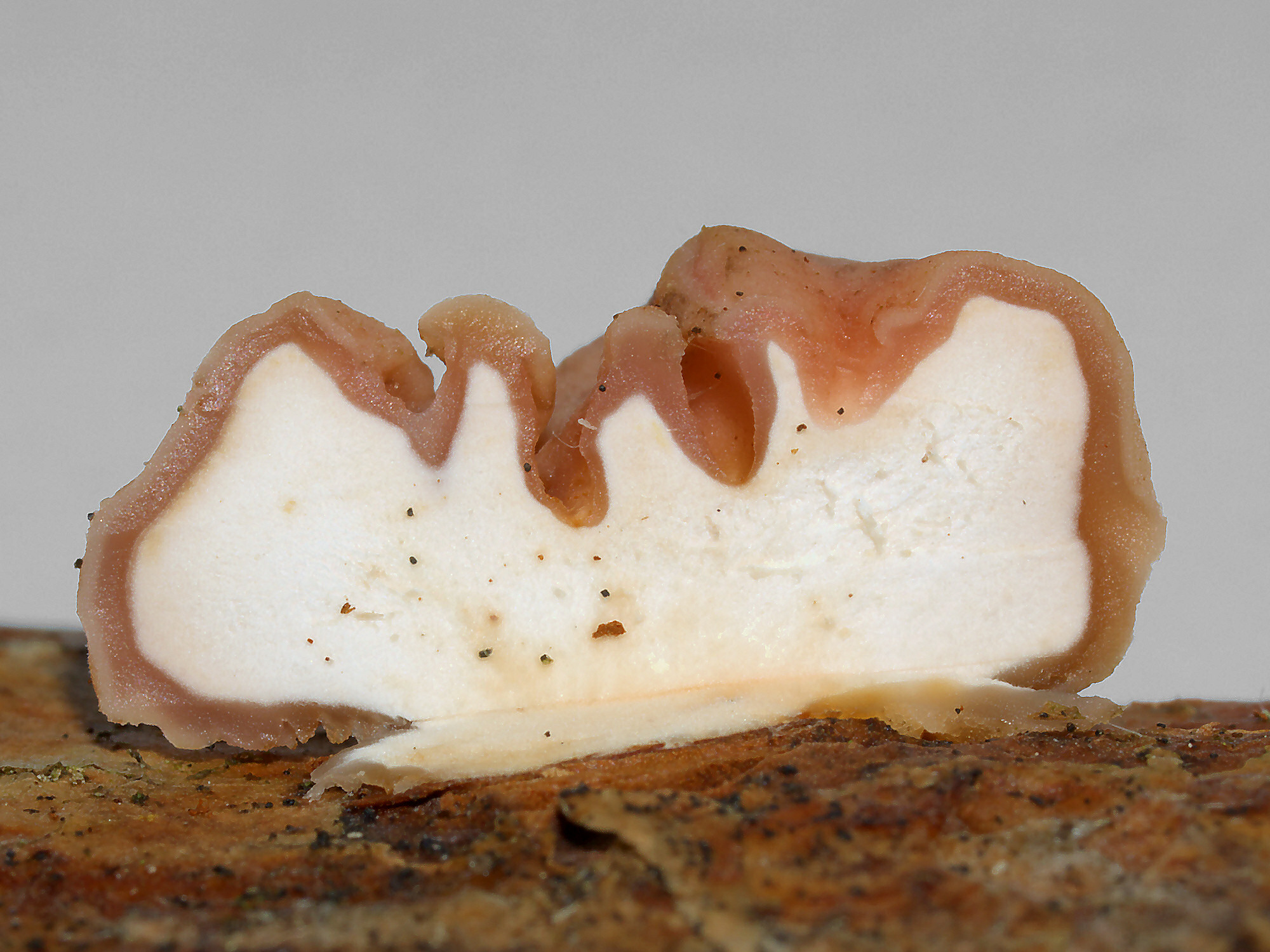
Tremella encephala, що паразитує на Stereum sanguinolentum